# Округ Џеферсон (Арканзас)
Округ Џеферсон (енгл. Jefferson County) је округ у америчкој савезној држави Арканзас. По попису из 2010. године број становника је 77.435. Седиште округа је град Пајн Блаф.

## Демографија
Према попису становништва из 2010. у округу је живело 77.435 становника, што је 6.843 (8,1%) становника мање него 2000. године.
| Група             | 2000.          | 2010.          |
| Белци             | 40.475 (48,0%) | 32.050 (41,4%) |
| Афроамериканци    | 41.788 (49,6%) | 42.639 (55,1%) |
| Азијати           | 558 (0,7%)     | 601 (0,8%)     |
| Хиспаноамериканци | 810 (1,0%)     | 1.219 (1,6%)   |
| Укупно            | 84.278         | 77.435         |